# Marcos Pérez
Marcos Pérez (* 1527 in Antwerpen; †  1572 in Basel) war ein aus Antwerpen stammender Unternehmer in Basel.

## Leben und Werk
Marcos Pérez war ein Grosskaufmann und Bankier spanisch-jüdischer Herkunft in Antwerpen. Um 1560 konvertierte er vom Katholizismus zum Calvinismus. 1567 liess er sich als Glaubensflüchtling in Basel nieder, wo er ein Jahr später das Bürgerrecht erwarb. Von hier aus koordinierte er den Kampf gegen die spanischen Truppen in den Niederlanden. Sein Projekt einer grossen Seidenmanufaktur in Basel, an der Glaubensflüchtlinge in grosser Zahl hätten beschäftigt werden können, scheiterte am Umstand, dass seine Bedingung, eine eigene, calvinistische Pfarrstelle einzurichten, nicht angenommen wurde.